# 이운구
이운구(李雲求, 1954년 4월 16일 ~ )는 대한민국의 서예가이다.

## 경력
- (전) 제15대대통령 새정치국민회의 연천군연락소장
- (전) 새정치국민회의 연락소장
- (전) 경기도의회 광역의원 (연천군)
- (전) 새천년민주당 경기도지부 조직실장
- (전) 초로서예학원 원장
- 사단법인 한국서가협회 초대작가
- 경기도 서예가협회 부회장 (現)
- 경기도 서가협회 부지회장 (現)
- 강원도 서예전람회 심사위원 (2017년)
- 경기도 서예전람회 심사위원 (2012년, 2015년)
- 사단법인 한중서화협회 연구위원 (2013년, 2014)
- 대한민국 해동서예대전 심사위원 (2011년)

## 직업
- 연천읍 주민자치센터 서예강사
- 전곡읍 주민자치센터 서예강사
- 신서면 주민자치센터 서예강사

## 활약
- JTBC 드라마 보좌관 2  서예액자 협찬
- 영화 82년생 김지영 붓글씨 가훈 족자 협찬
- MBC 나 혼자 산다 기안84 회사 사훈 서예족자
- 영화그것만이 내 세상 성경말씀 붓글씨액자 협찬
- KBS2 1박 2일 배우 김주혁 토사구탱 붓글씨족자 협찬
- 삼성전자, LG를 비롯한 대기업의 선물용 글씨 의뢰 다수
- TV조선 뽕숭아학당 글씨협찬

## 역대 선거 결과
|  | 50.96% |

|  | 35.67% |

|  | 9.35% |

|  | 18.85% |